# TIME CRIMES タイム クライムス
『TIME CRIMES タイム クライムス』（原題：Los Cronocrímenes ）は、2007年のスペイン映画。

## あらすじ
予期せぬアクシデントから謎の研究施設に迷い込み、一時間前の世界にタイムスリップしてしまったエクトル。そこで、一時間前の自分自身を目撃してしまう...

## スタッフ
- 監督：ナチョ・ビガロンド
- 脚本：ナチョ・ビガロンド
- 音楽：チュッキー・ナマネラ
- 撮影：フラビオ・ラビアーノ

## キャスト
- エクトル：カラ・エレハルデ
- クララ：カンデラ・フェルナンデス
- 少女：バルバラ・ゴエナガ
- 科学者：ナチョ・ビガロンド